# Cirrhilabrus lineatus
Cirrhilabrus lineatus là một loài cá biển thuộc chi Cirrhilabrus trong họ Cá bàng chài. Loài này được mô tả lần đầu tiên vào năm 1982.

## Từ nguyên
Tính từ định danh lineatus trong tiếng Latinh có nghĩa là "có sọc", hàm ý đề cập đến các vệt sọc xanh lam trên cơ thể loài cá này.

## Phạm vi phân bố và môi trường sống
C. lineatus được tìm thấy tại rạn san hô Great Barrier, Nouvelle-Calédonie và quần đảo Loyauté. C. lineatus sống tập trung gần các rạn san hô trên nền đá vụn ở độ sâu khoảng 20–55 m.

## Mô tả
Chiều dài lớn nhất được ghi nhận ở C. lineatus là 12 cm.
Cá đực có màu tím nhạt, hồng cam hoặc vàng cam. Mống mắt màu đỏ cam. Đầu và thân có nhiều vệt sọc màu xanh coban. Hai sọc xanh coban dọc theo gốc vây hậu môn và trên lưng. Vây lưng màu vàng cam với một vệt màu xanh đen ở phía trước, hẹp dần thành một đường sọc chạy dọc theo chiều dài của vây lưng. Vây hậu môn màu vàng cam tương tự, cũng lốm đốm các vệt xanh. Vây ngực trong suốt, không màu. Vây đuôi có màu đỏ với các hàng đốm xanh như trên thân, viền xanh ở rìa sau. Vây bụng dài, vượt qua vây hậu môn, có màu vàng và viền màu xanh lam.
Vào mùa giao phối, cá đực chuyển sang màu ô liu. Các sọc xanh trên cơ thể và các vây trở nên ánh kim. Vây ngực trong suốt thành trong mờ, màu cam. Cả vây lưng và vây hậu môn đều có màu trắng sáng, ngoại trừ vây lưng trước có đốm màu xanh thẫm. Vây đuôi ửng màu đỏ tía.
Số gai ở vây lưng: 11; Số tia vây ở vây lưng: 9; Số gai ở vây hậu môn: 3; Số tia vây ở vây hậu môn: 9; Số tia vây ở vây ngực: 15; Số gai ở vây bụng: 1; Số tia vây ở vây bụng: 5.

## Phân loại học
C. lineatus là loài chị em gần nhất với Cirrhilabrus rhomboidalis và Cirrhilabrus rubrimarginatus.

## Thương mại
C. lineatus được thu thập ngành trong ngành buôn bán cá cảnh và được bán với giá khoảng 300 USD tại Hoa Kỳ.